# George Kingsley
George Henry Kingsley (14 de fevereiro de 1826 - 5 de fevereiro de 1892) foi um médico, viajante e escritor. Ele era irmão do clérigo e escritor Charles Kingsley.

## Início da vida e carreira
Kingsley era o quarto de cinco filhos do reverendo Charles Kingsley e sua esposa Mary; ele nasceu em Barnack, Northamptonshire, em 14 de fevereiro de 1826. Charles Kingsley e o romancista Henry Kingsley eram seus irmãos, e a escritora Charlotte Chanter era sua irmã. Ele foi educado na King's College School, em Londres, na Universidade de Edimburgo, onde se formou em MD em 1846, e em Paris, onde foi levemente ferido durante as barricadas de 1848. Mais tarde, em 1848, sua atividade no combate ao surto de cólera na Inglaterra foi comemorada por seu irmão Charles no retrato de Tom Thurnall em Dois anos atrás.
Kingsley completou sua educação médica em Heidelberg e retornou à Inglaterra por volta de 1850. Ele se tornou o médico particular de uma sucessão de pacientes aristocráticos; Ele adotou viagens ao exterior como método de tratamento e, na qualidade de consultor médico ou apenas como companheiro de viagem, explorou muitos países do mundo.
Enquanto atuava como conselheiro médico da família do conde de Ellesmere, ele cuidava parcialmente da biblioteca de Bridgewater House, Westminster; ele compilou um catálogo de dramas elizabetanos mantidos lá e, em 1865, editou, a partir de um manuscrito preservado na biblioteca, as Animadversions de Francis Thynne sobre as anotações e correções de algumas imperfeições de impressões das obras de Chaucer ... reimpresso em 1598.

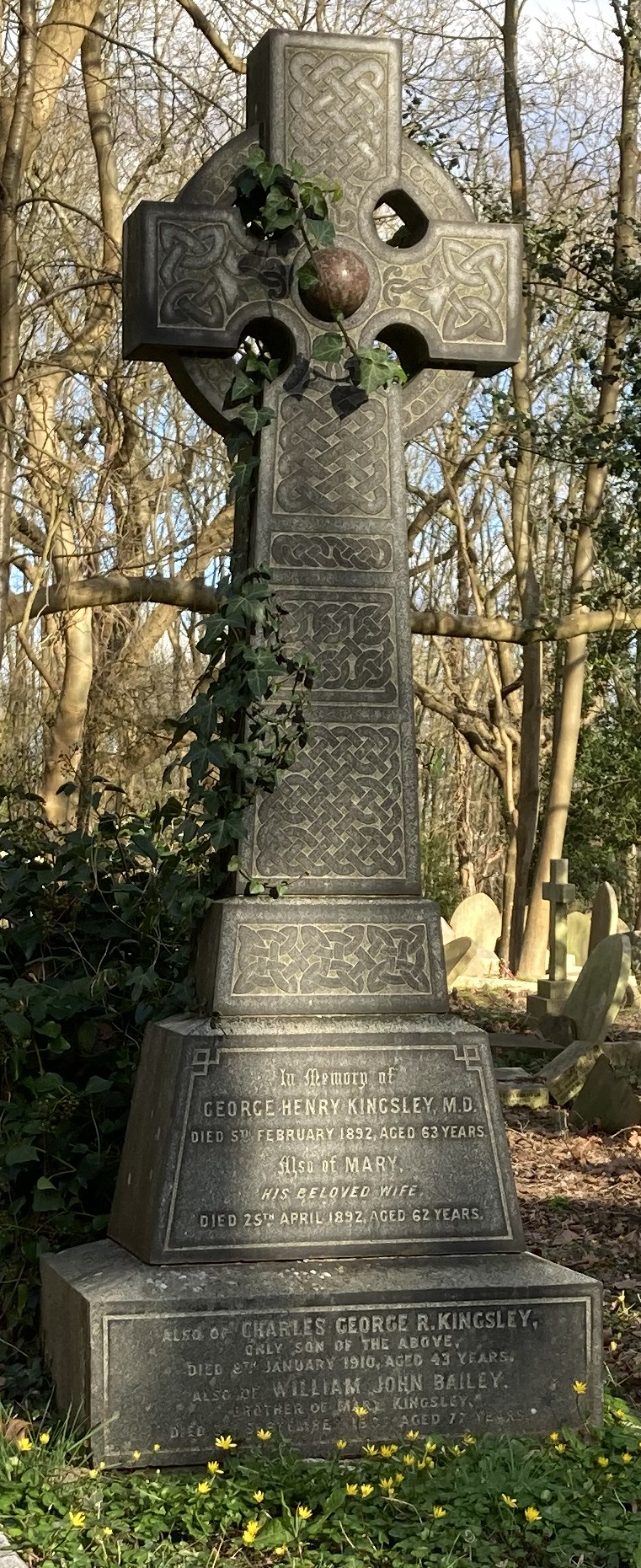
Túmulo da família de George Kingsley no cemitério de Highgate (lado leste)

## Viagens
Em 1866, Kingsley acompanhou a baronesa Herbert de Lea e seus filhos em uma turnê pela Espanha. Entre 1867 e 1870, ele viajou pela Polinésia com o filho da baronesa Herbert, o conde de Pembroke, e registrou suas experiências em South Sea Bubbles "by the Earl and the Doctor" (1872). Este livro de viagens e aventuras obteve grande e instantâneo sucesso, chegando à quinta edição em 1873.
Na década de 1870, ele viajou com Lord Dunraven em uma turnê pelos Estados Unidos e Canadá. Kingsley fez muito trabalho como naturalista e fez muitas contribuições para The Field como "o Doutor". Suas viagens posteriores incluíram Terra Nova, Japão, Nova Zelândia e Austrália.

## Família e anos posteriores
Kingsley casou-se em 1860 com Mary Bailey (falecida em 25 de abril de 1892), e eles tiveram um filho, Charles George R. Kingsley, e uma filha, a escritora e exploradora Mary Kingsley. Em 1879, ele se mudou de Highgate, em Londres, para Bexleyheath, Kent mais tarde mudando-se para Cambridge. Suas maneiras geniais e estoque de informações pitorescas o tornaram popular na sociedade.
Ele morreu em 5 de fevereiro de 1892, em sua casa em Cambridge, e foi enterrado em 15 de fevereiro no lado leste do cemitério de Highgate. Sua esposa Mary, seu único filho Charles e seu cunhado William John Bailey estão enterrados com ele.

## Publicações
Outras publicações são:
- Four Phases of Love. Translated from the German of Heyse (1857)[2]
- A Gossip on a Sutherland Hillside (1861): um esboço descritivo de uma expedição de perseguição em Sutherland, incluído por Francis Galton em seu Vacation Tourists and Notes of Travel[2]
- The New Templi Carmina (1863): Uma coleção de música sacra. Obras dos melhores compositores europeus, publicadas por ST Gordon, 538 Broadway, Nova York. Livro localizado e verificado na biblioteca do Dr. Frank Hudson